# Ana Luís
Ana Luísa Pereira Luís, née le 28 janvier 1976, est une femme politique portugaise des Açores, membre du Parti socialiste.
De 2012 à 2020, elle préside l'Assemblée législative des Açores.